# Изли (Јужна Каролина)
Изли (енгл. Easley) град је у америчкој савезној држави Јужна Каролина.

## Демографија
По попису из 2010. године број становника је 19.993, што је 2.239 (12,6%) становника више него 2000. године.
| Група             | 2000.          | 2010.          |
| Белци             | 14.910 (84,0%) | 16.114 (80,6%) |
| Афроамериканци    | 2.096 (11,8%)  | 2.277 (11,4%)  |
| Азијати           | 93 (0,5%)      | 154 (0,8%)     |
| Хиспаноамериканци | 501 (2,8%)     | 1.115 (5,6%)   |
| Укупно            | 17.754         | 19.993         |